# Граф Міт

Герб графів Міт.

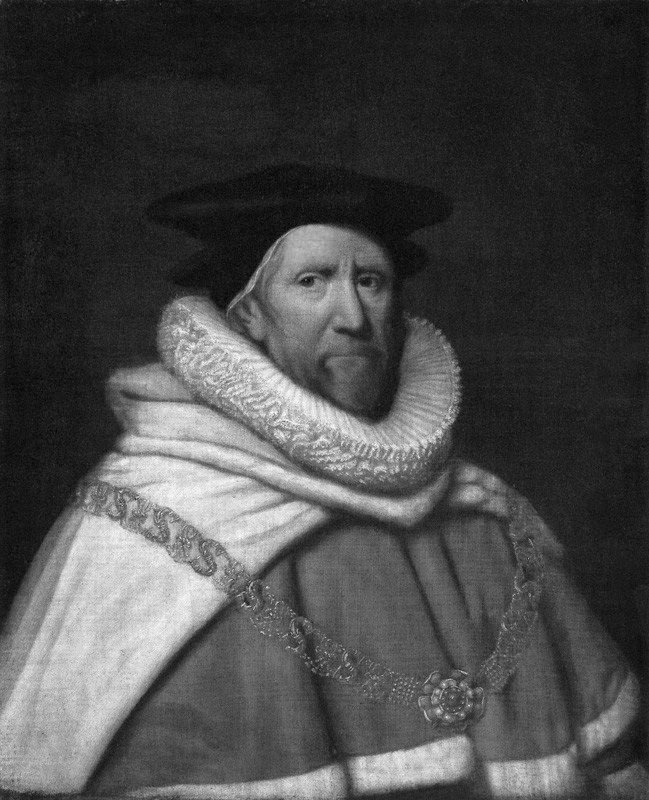
Джон Брамстон Старший – третій чоловік Елізабет – дочки Едварда Брабазона – І барона Арді.

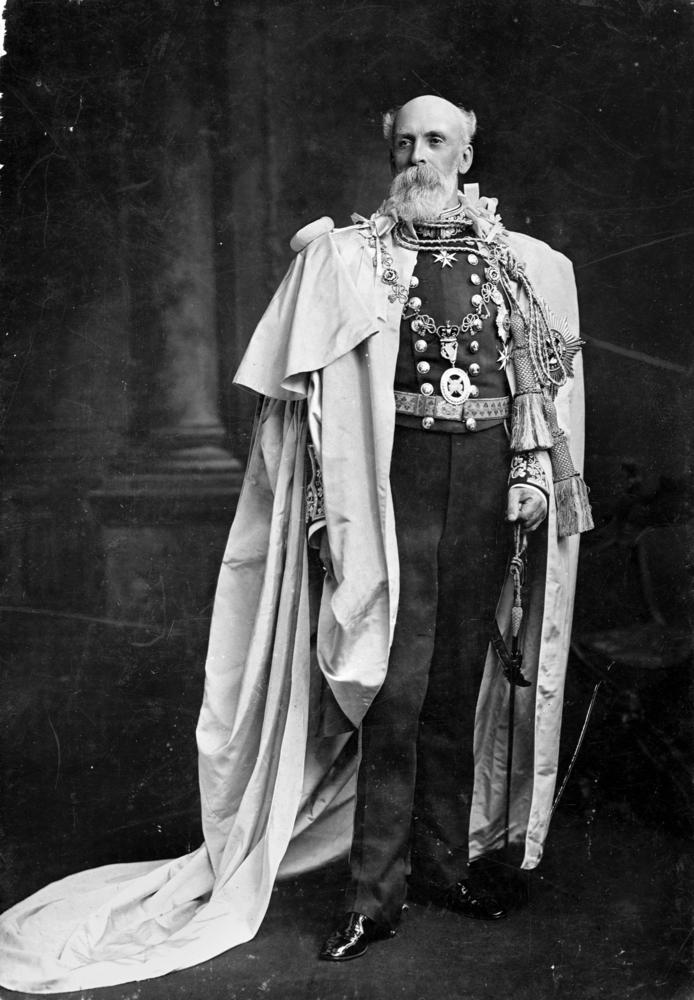
Реджинальд Брабазон - ХІІ граф Міт.

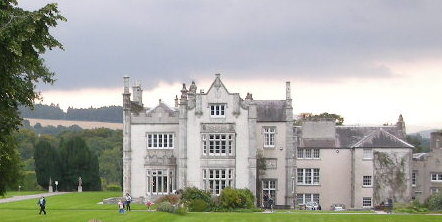
Замок Кілрадері-Хаус сьогодні.

Граф Міт (англ. - Earl of Meath) – аристократичний титул в перстві Ірландії. 

## Історія графів Міт
Титул графів Міт був створений в перстві Ірландії в 1627 році для Вільяма Брабазона – ІІ барона Арді. Родина Брабазон походить від Едварда Брабазона, що був обраний депутатом Палати громад парламенту Ірландії і представляв графстві Віклоу. Він служив Верховним шерифом Страффордширу в 1606 році. У 1616 році він отримав титул пера Ірландії як барон Арді. Титул успадкував його старший син Вільям Брабазон, що став ІІ бароном Арді. У 1627 році він був нагороджений титулом граф Міт з правом успадкування титулу його молодшому брату серу Ентоні Брабазону та його нащадкам. Титул успадкував його син Едвард Брабазон, що став ІІ графом Міт. Його онук Едвард Брабазон успадкував титул і став IV графом Міт. Він служив лорд-лейтенантом Дубліна та Кілдера. Його дружина Дороті Стопфорд – дочка Джеймса Стопфорда та Мері Форт була близькою подругою письменника Джонатана Свіфта. Едвард Брабазон не мав дітей і титул успадкував його молодший брат Чембр Брабазон, що став V графом Міт. Він отримав посаду лорд-лейтенанта Дубліна. Одружився з Джуліаною – дочкою Патріка Чаворта – ІІІ і останнього віконта Чаворт.
Після його смерті титули успадкував його старший син Чаворт Брабазон, що став VI графом Міт. Він служив лорд-лейтенантом графств Дублін та Кілдер. Він не мав дітей і титул успадкував його молодший брат Едвард Брабазон, що став VII графом Міт. Титули успадкував його онук Вільям Брабазон, що став ІХ графом Міт. Він служив лорд-лейтенантом Дубліна в 1831 – 1851 роках. У 1831 році він отримав титул барона Чаворт з Ітон-Холлу, що в графстві Герефорд у перстві Великобританії. Цей титул давав йому і його нащадкам автоматично місце в Палаті лордів парламенту. Титул успадкував його син Вільям Брабазон, що став ХІ графом Міт. Він був депутатом парламенту від Дубліна в 1830 – 1832 роках та в 1837 – 1841 роках, обіймав посаду лорд-лейтенанта графства Віклоу в 1869 – 1887 роках. Титул успадкував його син Реджинальд Брабазон, що став ХІІ графом Міт. Він був відомим політиком та меценатом. Титул успадкував його син Реджинальд Ле Норманд Брабазон, що став ХІІІ графом Міт.  Він був бригадним генералом Гренадерської гвардії та Ірландської гвардії. 
На сьогодні титулом володіє його онук Джон Ентоні Брабазон, що став XV графом Міт, що успадкував титул від свого батька в 1998 році. 
Його ясновельможність Вільям Брабазон з Тари, що в графстві Міт – молодший син VII графа Міт був батьком Барбари, що одружилась з Джоном Муром. Їхній онук Джон Артур Мур взяв додаткове прізвище Брабазон, був батьком піонера авіації та консервативного політика Джона Мура-Брабазона – І барона Брабазон з Тари. 
Родинним гніздом графів Міт є замок Кілруддері-Хаус, що поблизу Брей, графство Віклоу. 

## Барони Арді (1616)
- Едвард Брабазон (помер у 1625 р.) – І барон Арді (помер у 1625 р.)
- Вільям Брабазон (1580 – 1651) – ІІ барон Арді (нагороджений титулом граф Міт у 1627 році)

## Графи Міт (1627)
- Вільям Брабазон (1580 – 1651) – І граф Міт
- Едвард Брабазон (1610 – 1675) – ІІ граф Міт
- Вільям Брабазон (1635 – 1685) – ІІІ граф Міт
- Едвард Брабазон (1638 – 1707) – IV граф Міт
- Шамбр Брабазон (1645 – 1715) – V граф Міт
- Чаворт Брабазон (1686 – 1763) – VI граф Міт
- Едвард Брабазон (1691 – 1772) – VII граф Міт
- Ентоні Брабазон (1721 – 1790) – VIII граф Міт
- Вільям Брабазон (1769 – 1797) – IX граф Міт
- Джон Шамбре Брабазон (1772 – 1851) – X граф Міт
- Вільям Брабазон (1803 – 1887) – XI граф Міт
- Реджинальд Брабазон (1841 – 1929) – XII граф Міт
- Реджинальд Ле Норман Брабазон (1869 – 1949) – XIII граф Міт
- Ентоні Віндхем Норманд Брабазон т (1910 – 1998) – XIV граф Міт
- Джон Ентоні Брабазон (1941 р. н.) – XV граф Міт

Спадкоємцем титулу є єдиний син нинішнього власника титулу Ентоні Жак Брабазон – лорд  Арді (1977 р. н.). Спадкоємцем спадкоємця титулу є його син Альдус Джек Брабазон (2010 р. н.).